# Effet fertilisant du CO2
L'effet fertilisant du CO2 est l'un des effets de l'augmentation de la teneur de l'atmosphère en dioxyde de carbone : une augmentation de la photosynthèse chez les plantes.
Si la plante ne manque pas d'eau ni de nutriments — dans un tel contexte — l'effet fertilisant du CO2 se traduit par un accroissement de la photosynthèse, mais uniquement partiellement par une croissance accrue de la biomasse végétale. 
En toute hypothèse, la réponse à l'effet fertilisant du CO2 ne devrait pas significativement réduire le taux de CO2 de l'atmosphère produite par l'activité humaine au cours du prochain siècle.

## Effet variable selon les espèces et selon le contexte pédoclimatique
L'effet fertilisant du CO2 aérien varie en fonction des espèces, de la température, des symbioses racinaires et de la disponibilité de l'eau et des nutriments pour la plante.

## Géographie du phénomène
De 25 à 50 % des terres végétalisées de la planète ont significativement à fortement verdi au cours des 35 dernières années, en grande partie du fait de la hausse du niveau de dioxyde de carbone atmosphérique.

### «Verdissement arctique»
Les scientifiques ont découvert que, lorsque les parties nord de la planète se réchauffent et que le taux de dioxyde de carbone atmosphérique augmente, la croissance des plantes augmente dans ces régions.
Trevor Keenan du Laboratoire national Lawrence-Berkeley (Berkeley Lab) a montré que, de 2002 à 2014, les plantes semblent être passées à la vitesse supérieure, en se mettant à extraire davantage de dioxyde de carbone de l'air qu'elles ne le faisaient auparavant. 
Il en est résulté que le taux d'accumulation de dioxyde de carbone dans l'atmosphère n'a pas augmenté pendant cette période, alors qu'il avait auparavant considérablement augmenté parallèlement à l'augmentation des émissions de gaz à effet de serre. T. Keenan en a conclu : « Malheureusement, cette augmentation est loin d'être suffisante pour arrêter le changement climatique ».

### Dans les océans
En mer, les effets sur le phytoplancton peuvent être inhibés par l'acidification des océans induites par la dissolution du CO2 atmosphérique dans l'eau de mer.

## Diminution des minéraux et effet sur la nutrition humaine
En théorie, et dans une certaine mesure dans la réalité, l'augmentation du taux Dre CO2 de l'air a un effet fertilisant pour de nombreuses plantes
Des preuves empiriques montrent qu'un niveau croissant de CO2 accélère souvent la croissance du végétal, mais en entraînant une diminution du taux de nombreux minéraux dans les tissus des plantes. 
L'accroissement de la teneur de l'air en CO2 a aussi des effets négatifs sur les plantes : il entraîne d'une part une acidification des eaux et des milieux, et d'autre part une baisse de 8 % en moyenne de la concentration en minéraux des végétaux. La baisse de la teneur en magnésium, calcium, potassium, fer, zinc et autres sels minéraux dans les plantes cultivées peut dégrader la qualité de la nutrition humaine. 

Les chercheurs rapportent que le niveau de CO2 attendu dans la seconde moitié du siècle va  probablement réduire la teneur en zinc, en fer et en protéines du blé, du riz, du pois et du soja. Quelque deux milliards de personnes vivent dans des pays où les citoyens reçoivent plus de 60 % de leur zinc ou de leur fer de ce type de plantes cultivées. Les carences en ces nutriments entraînent déjà une perte annuelle estimée à 63 millions d'années de vie. 

## Argument de déni du réchauffement climatique
L'effet fertilisant du CO2 est fréquemment utilisé par les négateurs du réchauffement climatique, tels que le think tank américain CO2 Coalition, pour affirmer que les émissions croissantes de ce gaz, dues à l'activité humaine, sont bénéfiques à l'environnement, et contester ou minimiser leur rôle dans l'effet de serre, responsable du réchauffement climatique. Ces arguments, fallacieux, ne correspondent pas à l'état des connaissances scientifiques. S'agissant de l'effet fertilisant du CO2, il est réel mais a des limites (manque de minéraux, cf. ci-dessus) et n'éclipse par les nombreux effets délétères du réchauffement climatique (hausse du niveau des océans, multiplication des événements climatiques extrêmes, etc.), y compris sur les végétaux (sécheresses, baisse des rendements agricoles…),,. 